# Primeira fase da Copa Libertadores da América de 2016
A primeira fase da Copa Libertadores da América de 2016 foi disputada entre 2 e 11 de fevereiro. Os vencedores de cada chave se juntaram as outras equipes da segunda fase, disputada no sistema de grupos.
Nessa primeira fase, as equipes se enfrentaram em jogos eliminatórios de ida e volta, classificando-se as que somasse mais pontos. Em caso de igualdade em pontos, o saldo de gols e, depois, a regra do gol fora de casa seria utilizada como regra de desempate. Persistindo ainda o empate, a vaga seria definida na disputa por pênaltis.

## Resultados
Equipe 1 realizou a partida de ida em casa.
| v d e |

| Chave | Equipe 1                  | Total    | Equipe 2             | Ida | Volta |
| ----- | ------------------------- | -------- | -------------------- | --- | ----- |
| G1    | Oriente Petrolero         | 1–6      | Santa Fe             | 1–3 | 0–3   |
| G2    | Huracán                   | 2–2 (gf) | Caracas              | 1–0 | 1–2   |
| G3    | Puebla                    | 2–3      | Racing               | 2–2 | 0–1   |
| G4    | River Plate               | 2–0      | Universidad de Chile | 2–0 | 0–0   |
| G5    | Independiente del Valle   | 2–2 (gf) | Guaraní              | 1–0 | 1–2   |
| G6    | Universidad César Vallejo | 1–2      | São Paulo            | 1–1 | 0–1   |

Todas as partidas estão no horário local.

### Chave G1
| 4 de fevereiro | Oriente Petrolero | 1 – 3     | Santa Fe                     | Estádio Ramón Tahuichi Aguilera, Santa Cruz  |
| 20:45 (UTC−4)  | Castillo 77'      | Relatório | Ibargüen 22', 40' · Mina 54' | Público: 14 500 Árbitro: BRA Péricles Cortez |

| 11 de fevereiro | Santa Fe                  | 3 – 0     | Oriente Petrolero | Estádio El Campín, Bogotá                    |
| 19:45 (UTC−5)   | Mina 32', 38' · Otero 73' | Relatório |                   | Público: 16 000 Árbitro: PER Víctor Carrillo |

### Chave G2
| 2 de fevereiro | Huracán      | 1 – 0     | Caracas | Estádio Tomás Adolfo Ducó, Buenos Aires     |
| 19:30 (UTC−3)  | González 74' | Relatório |         | Público: 14 000 Árbitro: CHI Patricio Polic |

| 9 de fevereiro   | Caracas                  | 2 – 1     | Huracán       | Estádio Olímpico da UCV, Caracas            |
| 20:15 (UTC−4:30) | Quijada 45' · Arango 83' | Relatório | Mendoza 90+1' | Público: 6 834 Árbitro: PAR Enrique Cáceres |

### Chave G3
| 3 de fevereiro | Puebla                 | 2 – 2     | Racing             | Estádio Cuauhtémoc, Puebla                    |
| 20:15 (UTC−6)  | Alustiza 2', 53' (pen) | Relatório | Bou 13' · Noir 73' | Público: 15 000 Árbitro: URU Daniel Fedorczuk |

| 10 de fevereiro | Racing  | 1 – 0     | Puebla | Estádio El Cilindro, Avellaneda              |
| 21:45 (UTC−3)   | Bou 74' | Relatório |        | Público: 35 000 Árbitro: BRA Ricardo Marques |

### Chave G4
| 2 de fevereiro | River Plate                           | 2 – 0     | Universidad de Chile | Estádio Domingo Burgueño, Maldonado          |
| 21:45 (UTC−3)  | Santos 61' (pen) · Herrera 71' (g.c.) | Relatório |                      | Público: 6 000 Árbitro: ARG Patricio Loustau |

| 9 de fevereiro | Universidad de Chile | 0 – 0     | River Plate | Estádio Nacional, Santiago               |
| 19:30 (UTC−3)  |                      | Relatório |             | Público: 30 000 Árbitro: ECU Carlos Vera |

### Chave G5
| 4 de fevereiro | Independiente del Valle | 1 – 0     | Guaraní | Estádio Rumiñahui, Sangolquí          |
| 17:30 (UTC−5)  | Caicedo 28'             | Relatório |         | Público: 7 000 Árbitro: VEN Juan Soto |

| 11 de fevereiro | Guaraní               | 2 – 1     | Independiente del Valle | Estádio Defensores del Chaco, Assunção     |
| 19:30 (UTC−3)   | Palau 61' · López 80' | Relatório | Jo. Angulo 76'          | Público: 5 000 Árbitro: ARG Mauro Vigliano |

### Chave G6
| 3 de fevereiro | Universidad César Vallejo | 1 – 1     | São Paulo   | Estádio Mansiche, Trujillo                  |
| 18:45 (UTC−5)  | Hohberg 19'               | Relatório | Calleri 65' | Público: 18 000 Árbitro: ECU Roddy Zambrano |

| 10 de fevereiro | São Paulo   | 1 – 0     | Universidad César Vallejo | Estádio do Pacaembu, São Paulo                  |
| 21:45 (UTC−2)   | Rogério 87' | Relatório |                           | Público: 32 567 Árbitro: URU Christian Ferreyra |